# Muskovit

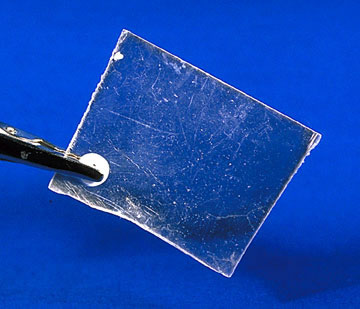
Makroskopický kus muskovitu.

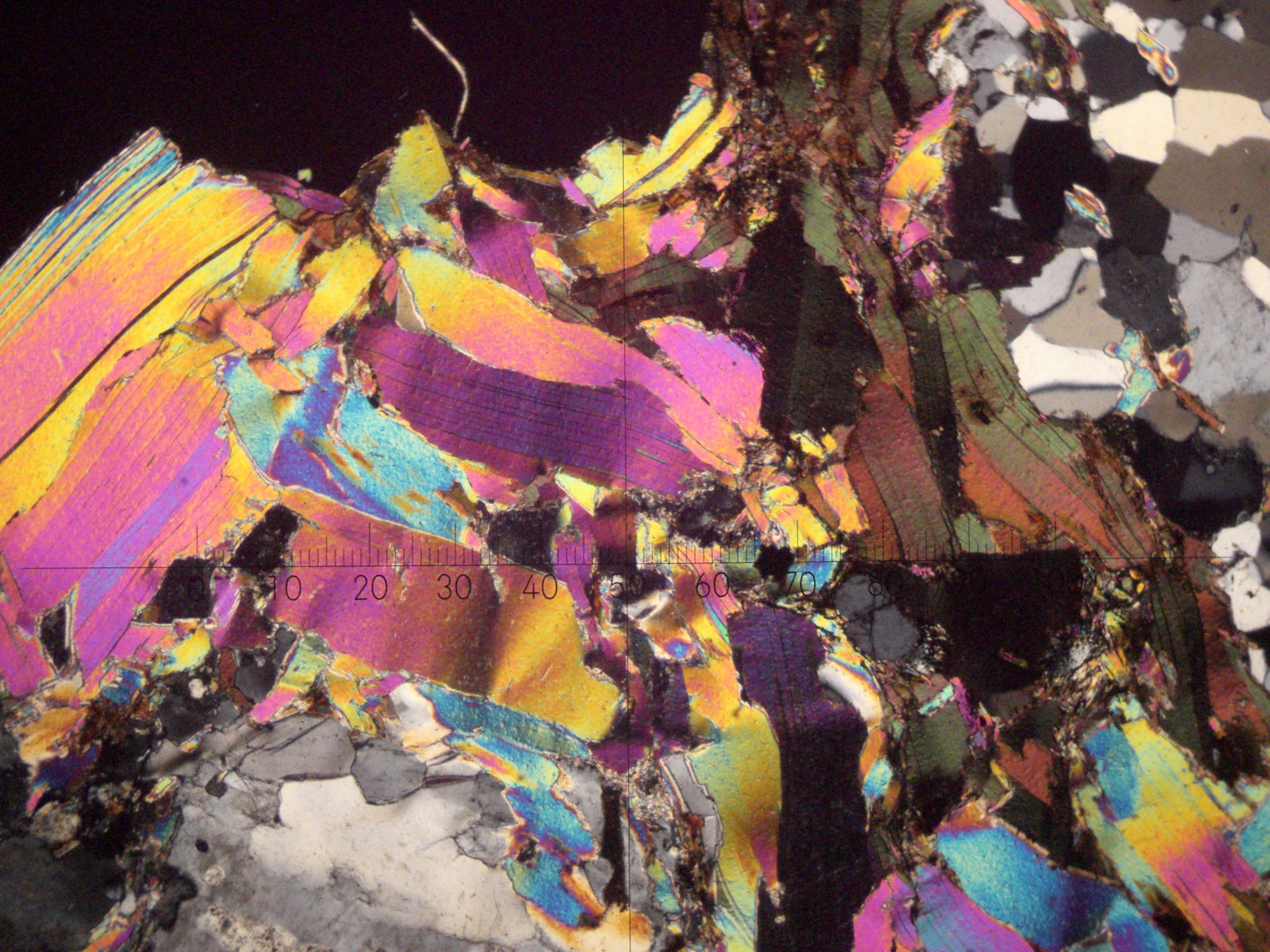
Zrna muskovitu pod zkříženými nikoly v mikroskopu se projevují pestrými interferenčními barvami.

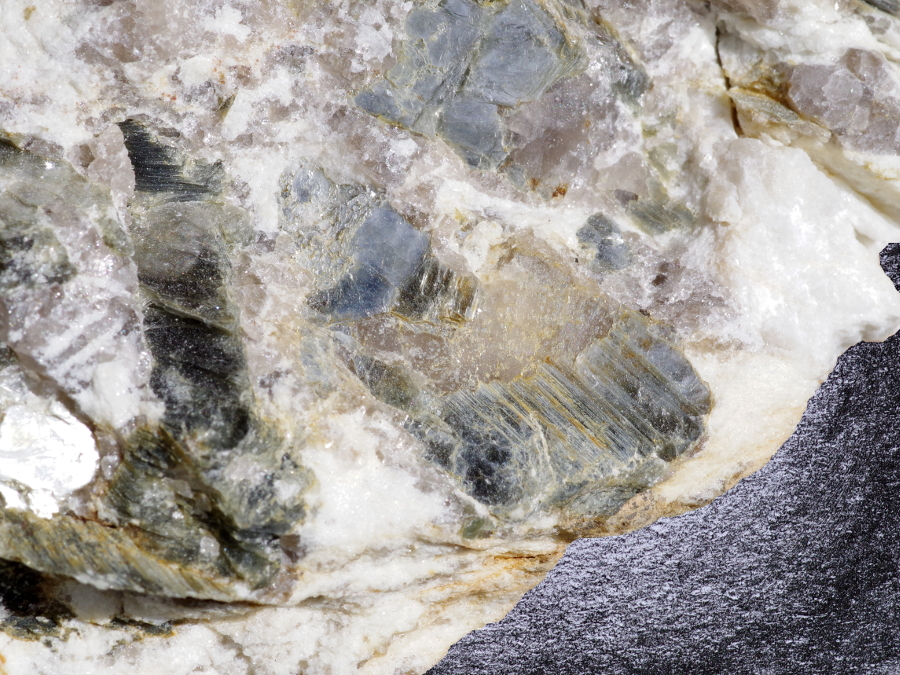
Přes 1 cm velké lupeny muskovitu v pegmatitu (Maršíkov v Jeseníkách, ČR)

Muskovit {\displaystyle {\ce {KAl2(AlSi3O10)(OH,F)2}}} je jednoklonný minerál – světlý druh slídy. Tvoří perleťově lesklé šupinky, lupínky, někdy i značně velké, které jsou ohebné a pružné. Je znám i celistvý. Krystaly jsou vzácné. Jemně šupinkatý muskovit se nazývá sericit. Vyznačuje se perfektní štěpností podle (001). Bývá bezbarvý, průhledný, někdy lehce tónovaný do zelenava, šeda, hněda či červená. Existuje i jeho zřetelně zelená odrůda fuchsit, která se vyznačuje obsahem až několika procent {\displaystyle {\ce {Cr2O3}}}. Vryp je bílý.

## Vlastnosti
Tvrdost T = 2 až 3, hustota h = 2,76 až 3,10 g/cm3. Muskovit je nemagnetický. Je tepelný a elektrický izolant. Před plamenem dmuchavky se velmi obtížně taví na tmavý nemagnetický email. Kyselinami se neporušuje.

### Optické vlastnosti
Muskovit není pleochroický. Ve výbrusech je průhledný. Zhášení je prakticky rovnoběžné ke štěpnosti. Při zkřížených nikolech jsou patrné pestré interferenční barvy. Indexy lomu: n = 1,552 až 1,572, n = 1, 582 až 1,611, n = 1,588 až 1,615. Dvojlom D = 0,036 až 0,049. Úhel optických os je 0 až 5°. Charakter minerálu je (-), charakter zóny (+).
Relativní permitivita εr je 5 až 9.

## Výskyt
Muskovit je důležitý horninotvorný minerál, který se v průměru podílí na složení magmatických hornin 1,4%. Jeho výskyt je typický pro kyselé hlubinné vyvřeliny. Nacházíme jej zejména v muskovitických, turmalinicko-muskovitických a dvojslídných žulách. Hojný je i v žilách žulových pegmatitů, kde jeho lupeny až desky mohou dosahovat značných rozměrů. Naopak ve výlevných, efuzívních horninách prakticky chybí. Muskovit se hojně vyskytuje i v horninách přeměněných (metamorfovaných). Je hojný hlavně ve svorech a fylitech (sericit), ale může se vyskytovat i v dalších regionálně přeměněných horninách. Také se vyskytuje spolu s cinvalditem v greisenech.
Muskovit velmi odolává zvětrávání, a tak snadno přechází do usazených (sedimentárních) hornin, kde se vyskytuje poměrně často, ale obvykle v dosti malém množství.
Také se vyskytuje v alteračních zónách hydrotermálních žil.

## Naleziště
Zajímavé jsou výskyty muskovitu v pegmatitech. V Česku v Kříženci, Otově Dolních Borech, Maršíkově i na dalších lokalitách.
Ze světových nalezišť stojí za zmínku Ilmenské hory na Urale, drahokamové pegmatity ve státě Minas Gerais v Brazílii nebo v Benagelenu a Madrasu v Indii.

## Využití
Muskovit nachází díky svým vlastnostem poměrně široké uplatnění v elektrotechnickém průmyslu, ale i jinde. Je nepostradatelnou součástí brizolitových omítek a vyráběla se z něj průhledná okénka u takzvaných amerických kamen. Slídová destička je důležitou součástí příslušenství polarizačního mikroskopu.